# 体制心理治疗
体制心理治疗是一种精神病机构中的心理治疗形式，它把重点放在小组的动力和护理人员和被护理者的关系上。对于护理人员和被护理者不作区分是这个治疗运动的特征。在法国，这个疗法的标志性的地点是利马尼奥尔河畔圣阿尔邦医院（以François Tosquelles为核心）、拉博德疗养院（让·欧利）和La Chesnaie疗养所（Claude Jeangirard）。

## 起源
这一表达方式最初出现在1952年一篇题为《法国体制心理治疗》的文章中，改文出版于Anais Portugueses de Psiquiatria杂志中，由两位法国精神病学家Georges Daumezon（是由他提议的）和Philippe Koechlin撰写而成。这是一个直到目前为止还在进行中的，对于可追溯到第二次世界大战中的精神病实践的一个很长的理论化过程的开端。我们不可能明确是它的源头在哪里，它是一点一点，在没有事先商定的情况下，在不同的地方慢慢形成的。对于让·欧利而言，它可以追溯到菲利普·皮内。 
但是位于洛泽尔省的利马尼奥尔河畔圣阿尔邦医院通常被我们当作源头，它的创始人是加泰罗尼亚精神病学家François Tosquelles。作为具有极端自由主义者敏感性的共和马克思主义者的他曾有机会在西班牙内战期间对精神病医疗实践进行革新。例如，他曾经允许妓女从事护理人员的工作。在被佛朗哥政权判处死刑之后，他带着行李和两本书逃难到到法国位于洛泽尔省的利马尼奥尔河畔圣阿尔邦医院。这两本书其中一本是Hermann Simon的Aktivere Krankenbehandlung in der Irrenanstalt（正是在这本书中我们能找到一个机构是生病的机体，并需要对它不断进行治疗的主题），另一本书是拉康的博士论文《妄想狂及其与人格的关系》。这本书是他在战争期间通过医院病人俱乐部的印刷器材秘密印刷出版的。Tosquelles需要在法国从新开始他的职业培训，他经由护士、住院医生并最终于1952年做到利马尼奥尔河畔圣阿尔邦医院的主治医生。 

## 影响
按照Tosquelles的观点，体制心理治疗应该两条腿走路：卡尔·马克思和西格蒙德·弗洛伊德，它们的著作都让我们思考异化的问题，一个是从心理病理学角度，一个是从社会角度。从一开始，参考文献的丰富性就是这一运动的特征之一，它们包括精神分析和精神病学，也同样包括马克思主义、和Célestin Freinet的教育学方法（后者后来把他的印刷机借给了Saint-Alban医院）。此后，北美的小组技术(Kurt Lewin, Jacob Levy Moreno)被作为心理学家的M. Monod引入到Saint-Alban医院。医院的负责人Lucien Bonnafé组织了这一活动，他接受了将医院转变成地下出版平台的Paul Éluard，并与地下抵抗组织的人诸如Georges Sadoul或者Gaston Baissette建立了联系。所有这些都是为了建立一个考虑精神痛苦的工作场所。 
反之，体制心理治疗不仅仅影响了精神病学家和精神分析家，同样也对许多哲学家、社会学家和艺术家产生了影响。 

## 一个新的治疗关系
按照让·欧利的说法，在那个时期，“精神病院一般而言都保留着集中营式的构造。”创始者的动力源于，一些护理队伍的成员们中意识到，他们对待病人就像集中营的守卫对待犯人一样。因此要改变这一体制和机构的构造，为了改变护理人员和被护理者的关系。 
体制心理治疗因而试图“……最大限度上尽可能地利用现有的构造来试着护理或者治疗那些有生命力的病人”。机构（体制）因而成为治疗的一部分，而不是仅仅被缩减成一个治疗和监禁的场所，并将在不否认疯子的独特性的情况下构成一个生活场所。 
如同让·欧利提醒我们的，“……如果我们不讲精神病的话，是不可能谈论体制心理学的，理论化是与那些我们一直对待精神病的方式连在一起的，否则的话，这就没有意义。” 
精神病人有一种“分裂的转移”，有必要向他提供转移的多重可能性。因此就需要创造一些场所和不同的机构。也必须要保障他在里面的自由活动，让他可以从一个地方到另一个地方。按照同样的精神，护理人员也不是按照不同领域来特定招聘的，他们有些是艺术家，有些是农民。这些“不区分的人员”（让·欧利语）增长的同时。和以往护理人员有着同样的职业训练和同样的临床经验不同的是，他们每个人都有自己独特的经验。共同点和相遇的可能性、转移的可能性也就增长了，对于占绝大多数的病人而言，它们是来之于一个和精神病学家不同的领域的。随着Félix Guattari名望的不断增长，一些哲学家和其他的知识分子们参与到护理人员的行列中。 
另一方面，尤其是赫曼·西蒙重新提到，病人的主动参与护理的意愿。这表现为在不同的机构中产生的护理工作（工作坊、俱乐部、参与机构的清洁整理等等），作为报酬，机构付出一定的报酬，按照工作完成的程度，给予一个内部的由被护理人员和护理人员组成的协会。 

## 让·欧利和拉伯德疗养院
在1947年，让·欧利作为住院实习医生来到Saint-Alban医院，他一直待到1949年，直到前往Loir-et-Cher地区Saumery疗养院工作，这是为了让他能靠近巴黎并和雅克拉康做一个个人分析。1953年，他建立了拉伯德疗养院，这成为法国体制心理治疗的主要场所。 
于此同时，他的兄弟Fernand Oury对于其他的教学方法感兴趣，比如费雷内教学法，并在后来建立了体制教学法，并把他的一个前学生Félix Guattari介绍给让·欧利，他们两人曾经在Saumery疗养院共事过一段时期，并就此一直合作到1982年直到前者此年逝世于拉伯德疗养院。 
其他的机构也存在着，比如这个邻近的La Chesnaie，体制心理治疗也广布分散于法国全境，Pierre Delion就是其中被看作是不相关的一个代表人物，后者为法国精神病院分区做出了重要贡献。 
按照让·欧利的说法，体制心理治疗不仅仅“考虑了病人，而且考虑了他生活在其中的那个机构，这关系到允许病人变得积极主动，而不仅仅是被治疗的客体”，并且“也要把其他人当做主体，而不是客体”。

## 一些术语的定义
在这个贯穿整个体制心理治疗运动翻滚沸腾的理论化工作中，遇到的一个难点是如何定义体制（institution）这个术语。似乎在其最初的用途中，存在一些盎格鲁-撒克逊的遗迹，把它和机构看作是类似的东西。确实，从这个视角来看，机构自身成为治疗和护理的对象。但这并不能穷尽这个词语的含义。 
关于“体制的基本概念”的定义，最近有些人写到“应该向Ginette Michaud一样承认，这一定义是困难的，这个观念本身甚至是充满争议的”。作者们引用不同的命题，他们引用 Georges Gurvitch 说它是“讨厌的和有害的”。吉尔•德鲁玆认为“体制是一些用于满足一些趋向的手段的有组织的系统”。列维斯特劳斯和萨特的观点也被他们提到。 

## 引文
“当一个工作坊进行得很顺利，我记得和Félix Guattari 一道，我们都保留谨慎意见。因为一旦有一个一个机构或者工作坊产生，那些参与者就会有一种重组和纷纷重新和一个想象的选举系统粘在一起的趋向。并且就有了一个领土的产生。这是一个所谓自然的趋势。我们越在一个工作坊中好好地工作，这个工作坊就越自我封闭。我称之为‘法律’的东西就应该介入，并打碎这些领土，或者至少打开它”。因此，有这样一群人，当体制存在的时候，就有一种为了避免这群人象一瓶口子没盖好的果酱一样发酵的工作和策略。俱乐部的建立，是为了避免它发酵，而不是满足于通过这群人的分离和同质性来解决问题。这个问题是类似的，不管这群人是什么人；一所学校、一座监狱、一个工厂或一件办公室。正是因为这我们称之为体制心理治疗的东西——这个词我读起来很困难——是一个社会整体的关键东西。在不警惕的情况下避免一群人的堕落，需要很严肃才行。克尔凯郭尔说到，严肃是不能自我定义的。严肃就是严肃……这种工作是一种让这些人变得具有个体性的方式；如同加布里埃尔•塔尔德说的，转变大众，与异质性打交道而不是消灭它们。这就是法律的作用。可能在机构中，它只导致一些规则。这是一个庞大的工作，因为如拉康所说，法律就是欲望。是它给予环境一个框架，是它允许了一直共同的关注、一种共情、一个“集体的态度”。（俱乐部）这个具体的构建是建立在分享的基础上的。“分享是我们的主人”萨福这样说到，如果仅仅……”——让·欧利